# Ďolíček
Ďolíček, właśc. Městský stadion Ďolíček (w latach 1932–1948 Dannerův stadion) – stadion piłkarski w Pradze (w dzielnicy Vršovice), wybudowany w latach 1930–1932, domowy obiekt Bohemians Praga 1905. Obiekt przeszedł trzy większe przebudowy, w latach: 1970–1971, 2002–2003 i 2007.

## Historia
Decyzję o budowie nowego stadionu na Vršovicach podjęto pod koniec lat 20. XX wieku, gdy dotychczasowy obiekt Bohemians Praga – nazywany V ďolíčku (pol. „W dołku”), mieszczący ok. 6000 widzów, a zlokalizowany 1 km na wschód od obecnego Ďolíčka, w miejscu gmachu Ministerstwa Środowiska – okazywał się już zbyt miały w stosunku do potrzeb. Inicjatorem jego powstania i głównym finansującym był Zdeněk Danner – dyrektor Kasy Oszczędności Vršovice, a zarazem prezes klubu – dlatego obiekt oficjalnie nazwano Dannerův stadion, natomiast dokumentację projektową sporządził A. Vejvoda. Jego uroczyste otwarcie nastąpiło 27 marca 1932, gdy w obecności 18 000 widzów rozegrano na nim dwa mecze: Bohemians – Slavia Praga oraz Viktoria Žižkov – Teplitzer FK. Pierwszego gola zdobył Franci Svoboda, który w nagrodę otrzymał złoty zegarek. 14 lutego 1945 w stadion uderzyła bomba lotnicza, tworząc duży krater w rogu boiska i trybunach na prawo od trybuny głównej. Już dwa tygodnie później rozegrano tu jednak mecz towarzyski. W 1948 zmieniono nazwę obiektu na Ďolíček, nawiązując do nazwy wcześniejszego stadionu, jednak jeszcze przez kilkanaście lat był on przez kibiców i mieszkańców Pragi zwyczajowo nazywany „Dannerák”, od nazwiska fundatora. W 1951 boisko zyskało nawierzchnię trawiastą (w miejsce żużlowej), a w 1955 sztuczne oświetlenie (jako drugie w Czechosłowacji, po stadionie Strahov). Latem 1970 w miejscu pierwotnej drewnianej trybuny zbudowano nową – żelbetową, mogącą pomieścić 3208 widzów. W tym czasie pojemność Ďolíčka wynosiła 13 388 miejsc, a pod koniec lat 70. XX wieku nieoficjalnie zwiększono ją do 16 000. W 1996 rozebrano oryginalną drewnianą trybunę południową (tzw. „tramwaj”) ze względu na jej zły stan techniczny oraz w celu przygotowania stadionu na koncert Tiny Turner. W 2011 w jej miejscu stanęła prefabrykowana trybuna na 500 osób.

## Dojazd
- Autobusy:
  - linie 124, 139 (przystanek Bohemians)
- Tramwaje:
  - linie 6, 7, 11, 13, 14, 18, 19, 21, 24, 95, 97 (przystanek Bohemians, dawniej Oblouková)
  - linie 4, 13, 22, 25, 36, 92, 94, 97, 99 (przystanek Vršovické náměstí)
- Metro:
  - linia A – stacja Jiřího z Poděbrad (~2 km)
  - linia C – stacja Vyšehrad (~2 km)
- Kolej – stacja Praha-Vršovice (~550 m)
  - Esko: linie S8, S9, S88
  - linie R9, R17, R18, R19, R49